# 凱厄瓦縣 (科羅拉多州)
凱厄瓦縣（英語：Kiowa County）是美國科羅拉多州東部的一個縣，東鄰堪薩斯州。面積4,625平方公里。根據美國2000年人口普查，共有人口1,622人。縣治伊茲（Eads）。
成立於1889年5月3日。縣名紀念凱厄瓦人。